# Jeff Easley
Jeff Easley (1954) é um ilustrador estadunidense, notório por seus trabalhos realizados para a extinta empresa de jogos de RPG chamada TSR, Inc., comprada pela Wizards of the Coast.

## Ilustrações
- Princes of Thieves[1]
- Black Wing
- Dark Citadel
- Skeleton on Dragon
- Wrath of Immortals
- Huma's Silver Dragon
- Kaz, The Minotor
- Council of Wyrms
- D&D Cyclopedia Cover
- Halls of the High King
- Quest For the silver Sword
- The Change
- Hall of Heroes
- Homeland
- Galen Beknighted
- Samurai Attack
- Before The mask
- Dungeoneers Survival Guide
- In Sylvan Shadows
- Dragon Magic
- Luz The Evil
- Sojourn
- D&D Creature Catalog Accessory
- Brothers Majere
- 1993 Dragonlance Calendar cover
- Dragons of truth
- Legends and Lore Fundamentals
- Knight of the Living Dead
- The Lich
- Van Richten's Guide to the Ancient Dead
- Dymark Dread
- Ivid, the Undying
- Lords of Darkness
- Goblins' Lair
- Chaos Curse
- From the Ashes
- The classic D&D Game
- Battle of Salamnia
- Main Dragon
- Knights of the Crown
- Wizard and Dragon
- Dragon Highlord
- Dragon Duel
- Empire of the Sands
- Manual of the Planes
- Aquanaught
- The Dark Queen
- Harem Treasure
- Fighters Challenge II
- Al Qadim Assasin Mountain
- Golden Voyages
- New Beginnings
- Auburn
- Darkness and Light
- Unexpected Encounter
- Kara-Tur
- Scourage/Slave Lords
- City of Skulls
- Lord Toede
- Escape from Castle Quarras
- Monstrous Manual II
- Dungeons of Mystery
- Monster in Cracked Wall
- Menzoberranzan
- Spelljammer
- The Magister
- Gates of Thorbardin
- Arabian Adventures
- Darkwell
- Kendermore
- Emperor of Ansalon
- Red Dragon
- Giffon Flight
- Shadowdale (Forgotten Realms: Avatar Trilogy) (cover)
- Player's Option: Skills & Powers

## Livros
- "The Worlds of Tsr: A Pictorial Journey Through the Landscape of Imagination (Dungeons & Dragons)" 1995 (Wizards of the Coast)